# 羅傅
羅傅（1512年—？），字次卿，號匯濱，湖廣荊州府荊門州人，民籍，明朝政治人物。

## 生平
嘉靖七年（1528年）戊子科湖廣鄉試第三十二名舉人。嘉靖八年（1529年）中式己丑科會試第一百六十三名，登第三甲第一百五十一名進士。歷官國子監助教、知縣，升户部浙江司员外郎，十八年八月考察，以才力不久降调。

## 家族
曾祖羅景春；祖父羅清，曾任訓導；父羅天貴，曾任通判。母楊氏；繼母王氏。重庆下。兄羅儒。弟羅佐、羅化、羅燭。